# NGC 7762
NGC 7762 је расејано звездано јато у сазвежђу Цефеј које се налази на NGC листи објеката дубоког неба.
Деклинација објекта је + 68° 2' 18" а ректасцензија 23h 50m 0,0s. Привидна величина (магнитуда) објекта NGC 7762 износи 10,0. NGC 7762 је још познат и под ознакама OCL 280.